# Capparis daknongensis
Capparis daknongensis är en kaprisväxtart som beskrevs av Sy, G.C.Tucker, Cornejo och Joongku Lee. Capparis daknongensis ingår i släktet Capparis och familjen kaprisväxter. Inga underarter finns listade i Catalogue of Life.